# Furius Antias
Furius Antias (i. e. 1. század) római költő.

## Élete
Antiumból származott, író és költő volt. Jó barátja volt Quintus Lutatius Catulusnak, aki i. e. 101-ben Marius consultársa volt. Műve: egy annalisztikus, 11 könyvől álló történeti munka, amelyből azonban csak töredékek maradtak fenn.